# Cerezo Fung A Wing
Cerezo Fung A Wing (Paramaribo, Surinam, 24 de septiembre de 1983) es un futbolista surinamés nacionalizado neerlandés. Juega de defensa. No tiene club actualmente.

## Carrera profesional
Fung A Wing desempeñó toda su carrera en los Países Bajos, debutando en el FC Volendam en la temporada 2001-02 de la Eerste Divisie. En el 2005 pasó al RKC Waalwijk (primero a manera de préstamo y luego definitivamente) hasta el 2007, año de su traspaso al De Graafschap quedándose por tres temporadas. Incluso fue campeón de Segunda división en la temporada 2009-10.
A partir del 2010, Fung A Wing jugó en el fútbol amateur (Topklasse) de los Países Bajos, primero en el IJsselmeervogels y luego en el Ajax Amateurs hasta el 2013.

## Clubes
| Club             | País         | Año           | Part | Goles |
| ---------------- | ------------ | ------------- | ---- | ----- |
| FC Volendam      | Países Bajos | 2001-2005     | 83   | 3     |
| RKC Waalwijk     | Países Bajos | 2005 préstamo | 4    | 0     |
| RKC Waalwijk     | Países Bajos | 2005-2007     | 17   | 0     |
| De Graafschap    | Países Bajos | 2007-2010     | 57   | 5     |
| IJsselmeervogels | Países Bajos | 2010-2012     | 86   | 3     |
| Ajax Amateurs    | Países Bajos | 2012-2013     | ?    | ?     |

## Palmarés

### Campeonatos nacionales
| N.º | Título         | Club          | País         | Año     |
| --- | -------------- | ------------- | ------------ | ------- |
| 1   | Eerste Divisie | De Graafschap | Países Bajos | 2009-10 |

## Vida personal
Sus antepasados vinieron de China, instalándose en Surinam. "Fung A Wing" es el nombre completo de su antepasado y, de acuerdo con las costumbres del pueblo chino, su verdadero apellido es Fung (冯).